# Caudichthydium hummoni
Caudichthydium hummoni är en djurart som tillhör fylumet bukhårsdjur, och som först beskrevs av Joseph Ruppert 1977.  Caudichthydium hummoni ingår i släktet Caudichthydium och familjen Chaetonotidae. Inga underarter finns listade i Catalogue of Life.